# Локницкая сельская община
Локницкая сельская община (укр. Локницька сільська громада) — территориальная община в Варашском районе Ровненской области Украины.
Административный центр — село Локница.
Население составляет 5505 человек. Площадь — 359 км².
В соответствии с распоряжением Кабинета Министров Украины от 12 июня 2020 года, в состав общины вошла территория Кутинского, Кухченского, Локницкого, Нобельского, Омытского и Сенчицкого сельских советов упразднённого Заречненского района.

## Населённые пункты
В состав общины входит 20 сёл:
- Локница
  - Храпин
- Кутинский старостинский округ:
  - Задолжье
  - Заозёрье
  - Кутин
  - Кутинок
  - Любынь
- Кухченский старостинский округ:
  - Кухче
  - Новоселье
  - Радово
- Нобельский старостинский округ:
  - Дедовка
  - Котыра
  - Млын
  - Нобель
- Сенчицкий старостинский округ:
  - Горыничи
  - Дубчицы
  - Ниговищи
  - Омыт
  - Прикладники
  - Сенчицы